# Измайлович, Александра Адольфовна

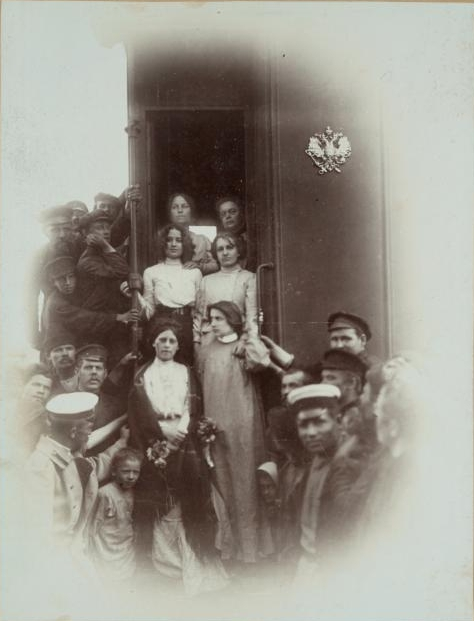
Торжественная встреча Марии Спиридоновой, Марии Школьник, Анастасии Биценко, Александры Измайлович, Ревекки Фиалки и Лидии Езерской на Омской железнодорожной станции 30 июня 1906 года во время этапирования на Нерчинскую каторгу

Александра Адольфовна Измайлович (1878, Санкт-Петербург — 11 сентября 1941, Медведевский лес, близ города Орёл) — член партии социалистов-революционеров и Летучего боевого отряда Северной области. Сестра Екатерины Измайлович.

## Биография
По происхождению дворянка, родилась в семье офицера-артиллериста. В 1901 году вступила в партию социалистов-революционеров. Участвовала в Революции 1905—1907 годов. Состояла в членах Летучего боевого отряда Северной области.
14 января 1906 участвовала вместе с эсером Иваном Пулиховым в покушении на минского губернатора П. Г. Курлова и полицмейстера Д. Д. Норова. Пулихов бросил в Курлова бомбу, которая не взорвалась. Измаилович открыла огонь из пистолета в полицмейстера Норова. Выпустив 5 пуль, она ранила стоявших среди публики рядового Захара Потапова и почтальона Фому Гончарика. Пулихов и Измайлович были арестованы на месте преступления. При аресте у них были отобраны пистолеты системы «Браунинг». Осмотром оружия было установлено, что из пистолета Измайлович было выпущено 5 патронов, а у Пулихова — ни одного. Оба содержались в Пищаловском замке. Суд приговорил обоих террористов к смертной казни, однако приговор Измайлович был заменён бессрочной каторгой.
На Нерчинской каторге познакомилась с Марией Спиридоновой, Ириной Каховской и другими видными деятелями ПСР, отбывавшими там наказание.
Измайлович была освобождена в результате Февральской революции. В качестве партийного пропагандиста и организатора работала в Черниговской губернии среди крестьян. К осени 1917 года приехала в Петроград, баллотировалась в члены Учредительного Собрания от Петрограда, но не прошла. На учредительном съезде Партии левых эсеров 19—27 ноября была избрана в члены ЦК.
Принимала участие в Октябрьской революции. Входила в левоэсеровскую фракцию ВЦИК 2—4-го созывов. С декабря 1917 года была членом Президиума ВЦИК. При образовании блока большевиков и левых эсеров намечалась членом СНК (наркомом дворцов Республики), но по решению ЦК ПЛСР оставлена на партийной работе.
В апреле—мае 1918 года Измайлович заведовала организационно-пропагандистским отделом Крестьянской секции ВЦИК. В левоэсеровском мятеже 6 июля 1918 участия не принимала, но всё равно была арестована, через некоторое время освобождена. В издательстве ПЛСР «Революционный социализм» выпустила брошюру «Послеоктябрьские ошибки», в которой особенно критиковала комбеды и красный террор.
Начиная с 1919 Измайлович неоднократно подвергалась преследованиям со стороны советской власти. Находилась в ссылке с 1923 года. В 1937 году военной коллегией Верховного суда СССР была осуждена к 10 годам лишения свободы по обвинению в принадлежности к террористической организации, а 8 сентября 1941 года приговорена к смертной казни. Вместе с другими политическими заключенными была расстреляна 11 сентября в Медведевском лесу (см. статью Расстрел под Орлом).
Реабилитирована по делам 1937 и 1941 в 1957 году, по делам 1920-х — начала 1930-х годов — в 1989 году.